# Ivanîkivka, Bohorodceanî
Ivanîkivka (în ucraineană Іваниківка) este o comună în raionul Bohorodceanî, regiunea Ivano-Frankivsk, Ucraina, formată numai din satul de reședință.

## Demografie
Componența lingvistică a comunei Ivanîkivka
     Ucraineană (99,79%)
     Alte limbi (0,17%)
Conform recensământului din 2001, majoritatea populației comunei Ivanîkivka era vorbitoare de ucraineană (99,79%), existând în minoritate și vorbitori de alte limbi.